# Andrena combinata
Andrena combinata là một loài ong trong họ Andrenidae. Loài này được Christ miêu tả khoa học đầu tiên năm 1791.